# Коротышка — зелёные штанишки
«Коротышка — зелёные штанишки» — советский короткометражный рисованный мультипликационный фильм, созданный в 1987 году режиссёром Иваном Давыдовым на киностудии «Союзмультфильм». Мультфильм является экранизацией одноимённой сказки Жана Гривы.
Фильм широко транслируется в различных СМИ и кинотеатрах России, он внесён в Реестр прокатных удостоверений фильмов с возрастной категорией 0+.

## Сюжет
Черепашонок Коротышка устал сидеть целыми днями дома и решил пойти путешествовать, но дедушка его не отпустил, заявляя, что он ещё маленький и должен «охранять его старость». Однако Коротышка сбегает и, напевая по дороге грубую песню про дедушку, отправляется исследовать мир.
По дороге он встречает лягушку, живущую в домике у реки и использующую радугу в качестве моста и конвейера для приготовления «воздушного мороженого» (сделанного из облаков). Лягушка предлагает Коротышке попробовать своё мороженое, и тот соглашается. После этого он дважды пытается перебраться на другой остров, взобравшись на радугу, но соскальзывает, и лягушка снова предлагает ему мороженое. Коротышка хотел было отказаться, но всё же съел ещё несколько порций. Затем лягушка переключила движение радуги, чтобы Коротышка всё-таки смог попасть на тот берег, однако тот предпочёл переплыть реку. В реке на них напала щука, но черепашонок легко с ней справился, запугав её. Доплыв до острова, Коротышка на прощание целует лягушку, и та возвращается по радуге домой.
Коротышка идёт дальше. По пути он встречает льва, который пускал мыльные пузыри, и нарочно лопает один из пузырей. Лев сердится, однако замечает перед собой новый, большой мыльный пузырь, который приближается к его глазам и лопается, заставив льва расплакаться и убежать.
Далее Коротышка встречает трусливого зайца, но сам его пугается. Наступает ночь, и Коротышка в страхе убегает. На бегу он сталкивается со своим дедушкой и понимает, что это он весь день следил за ним и помогал ему. Именно он спас Коротышку от щуки, когда тот бросил ей вызов, и именно он надул тот самый мыльный пузырь, который отвлёк льва и заставил его плакать. Появляется Жар-птица и предлагает им сесть к ней на спину, чтобы она отвезла их обратно. Дедушка сначала просит Жар-птицу взять только его, а внука оставить, так как он на протяжении всего путешествия пел про него обидную песню и испугался беззащитного зайку. Коротышка извиняется за всё это и обещает, что больше не будет так поступать. Дедушка прощает внука, и Жар-птица возвращает их домой.

## Создатели
| Автор сценария            | Александр Тимофеевский                                                                   |
| Кинорежиссёр              | Иван Давыдов                                                                             |
| Художник-постановщик      | Эрик Беньяминсон, Ольга Павлова                                                          |
| Кинооператоры             | Людмила Крутовская, Владимир Сидоров                                                     |
| Композитор                | Анатолий Мишта                                                                           |
| Звукооператор             | Борис Фильчиков                                                                          |
| Ассистенты                | Галина Андреева, Елена Гололобова                                                        |
| Художники-мультипликаторы | Наталия Богомолова, Татьяна Померанцева, Юрий Мещеряков, Александр Панов, Михаил Письман |
| Художники                 | В. Максимович, Сергей Маракасов, Вера Харитонова                                         |
| Монтажёр                  | Галина Смирнова                                                                          |
| Редактор                  | Наталья Абрамова                                                                         |
| Директор съёмочной группы | Любовь Бутырина                                                                          |

- Создатели приведены по титрам мультфильма

## Роли озвучивали
| Актёр                | Роль                 |
| -------------------- | -------------------- |
| Наталия Швец         | Коротышка            |
| Александр Граве      | дедушка Коротышки    |
| Светлана Харлап      | Лягушка              |
| Татьяна Шабельникова | Жар-птица / зайчонок |

- Актёры приведены по IMDb.[2]

## О книге
Книга вышла на разных языках, на русском в 300 тыс. экземпляров в 1990 году на 19 страницах с цветными иллюстрациями. В 1994 году книга была добавлена в Ежегодник книги Российской Федерации.
Отличия от книги:
- В книге были родители и два брата главного героя, однако в мультфильме они даже не упоминаются. Зато в мультфильме есть дедушка, которого в книге не было.
- Коротышка хотел уйти из дома, потому что он хотел путешествовать. Но в книге он уходит, потому что устал от насмешек братьев и хотел своим поступком доказать, что он не трус.
- В мультфильме лев пускал мыльные пузыри, пока Коротышка не лопнул один из них, разозлив его. Однако в книге у льва не было мотивации, чтобы напасть на Коротышку, и, пытаясь съесть его, он чуть не сломал зубы, так как твёрдый панцирь защитил Коротышку.
- В мультфильме Жар-птица сама провожает Коротышку и его дедушку на своей спине домой, а в книге она даёт Коротышке одно из своих перьев, которое указывает ему дорогу.